# Human Nature (canción de Madonna)
«Human Nature»  es una canción interpretada por la cantante estadounidense Madonna, incluida en su sexto álbum de estudio, Bedtime Stories (1994). Las compañías Maverick, Sire y Warner Bros. Records la publicaron como el cuarto y último sencillo del disco el 5 de mayo de 1995 en Europa y Australia y el 6 de junio en Estados Unidos. Seis años después, figuró en el grandes éxitos GHV2 (2001). Compuesta y producida por Madonna y Dave «Jam» Hall, contiene un sample de «What You Need» (1994), de la banda de hip hop Main Source, por lo que Shawn McKenzie, Kevin McKenzie y Michael Deering recibieron créditos como coautores. Fue compuesta como respuesta a las críticas que la cantante enfrentó por los proyectos que publicó años atrás, que se caracterizaron por su contenido sexual y explícito.
«Human Nature» es una canción de R&B con influencias del hip hop, cuya música gira alrededor de una misma secuencia de acordes y Madonna pronuncia frases susurradas. En la letra se hacen, de manera sarcástica, preguntas retóricas basadas en las acciones de la vida real de la artista. En términos generales, obtuvo reseñas positivas de los críticos y periodistas musicales, quienes elogiaron la producción, la voz de Madonna y el mensaje de empoderamiento. Desde el punto de vista comercial, tuvo una recepción moderada en Estados Unidos, ya que alcanzó el puesto 46 de la lista principal Billboard Hot 100; no obstante, estuvo entre las diez primeras posiciones en Canadá, Italia, Finlandia y Reino Unido, y llegó al segundo lugar en las listas estadounidenses Dance Club Songs y Dance Maxi-Singles Sales.
Para promover el sencillo, se filmó un videoclip bajo la dirección de Jean-Baptiste Mondino, quien ya había trabajado con Madonna en años anteriores. Inspirado en los trabajos del artista estadounidense Eric Stanton, Madonna aparece vestida con ropa de látex y cuero negro, mientras sus bailarines mueven e intentan atraparla con una cuerda. Estas escenas se intercalan con otras tomas en las que bailan dentro de cajas. Tanto el mensaje feminista de la canción como el vídeo servirían posteriormente como inspiración para el trabajo de otras artistas como Britney Spears, Christina Aguilera, Beyoncé y Rihanna. Madonna la interpretó en cinco de sus giras musicales, siendo The Celebration Tour (2023-2024) la más reciente. La presentación realizada en el MDNA Tour causó controversia en algunos países luego de que al final de la actuación dejara al descubierto sus senos y su trasero.

## Antecedentes y desarrollo

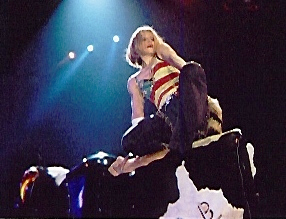
Madonna montando un toro mecánico durante la actuación de «Human Nature» en el Drowned World Tour (2001)

En 1992 se publicó Sex, un coffee table book de Madonna que se caracterizó por su contenido sexualmente explícito y por sus imágenes de fantasías voyerísticas. Al mismo tiempo salió a la venta Erotica, su quinto álbum de estudio, y un par de meses después protagonizó la película Body of Evidence. Todos estos proyectos causaron controversias y recibieron críticas negativas tanto de los periodistas como de los admiradores de la cantante, que la vieron como una renegada sexual e incluso afirmaron que «había ido demasiado lejos» y que su carrera había terminado. Aunado a ello, su aparición en el programa de entrevistas Late Show with David Letterman, en marzo de 1994, se destacó por su comportamiento controvertido, pues utilizó lenguaje soez que fue censurado en la televisión, hizo insinuaciones sexuales e incluso le entregó a Letterman una de sus bragas para que las oliese. Esto conllevó a que el episodio fuera el de mayor censura en la historia de los talk shows de Estados Unidos, aunque al mismo tiempo el programa obtuvo uno de los índices de audiencia más altos. En palabras de Joe Lynch, de Billboard: «Por primera vez en una década de estrellato, las personas ya no se sorprendían por sus payasadas y, peor aún, estaban cansados de ella».
Ese mismo mes, Madonna grabó «I'll Remember» para la banda sonora de la película With Honors, la cual recibió opiniones positivas de la crítica y fue vista como el primer paso positivo de la cantante por reconectarse con el público en general y reparar el daño que su personalidad provocativa había causado en su carrera. Para Bedtime Stories, su sexto álbum de estudio publicado en octubre de 1994, decidió explorar nuevos géneros musicales como el hip hop, new jack y R&B, sonidos que dominaban las radios y las listas musicales de aquella época. Para ello, colaboró con productores estadounidenses como Dallas Austin, Babyface y Dave «Jam» Hall, así como con el británico Nellee Hooper. Se convirtió en una de las pocas ocasiones en las que trabajó con productores conocidos, la primera desde Nile Rodgers en Like a Virgin (1984). La periodista Mary von Aue, de Vice, señaló que Madonna, su publicista Liz Rosenberg y la discográfica Warner Bros. Records lo comercializaron como «una disculpa» por su comportamiento y en el vídeo promocional del álbum prometieron que no contendría ninguna referencia sexual.
Sin embargo, aún sentía indignación por la manera en que los críticos la habían tratado en los últimos dos años. Una de las canciones que compuso con Hall, «Human Nature», fue una respuesta directa a los medios de comunicación y a la prensa que la habían criticado e intentado «castigar» por tratar temas explícitos y considerados tabú. Explicó: «En la canción estoy diciendo que les estoy dando la espalda. No voy a pedir disculpas. No me arrepiento». En una entrevista con la BBC Radio 1, dijo que también trataba sobre «cerrar el libro» de los últimos dos años de su vida.

## Grabación y composición
Compuesta y producida por Madonna y Hall, «Human Nature» contiene un sample de «What You Need» (1994), de la banda de hip hop Main Source, por lo que Shawn McKenzie, Kevin McKenzie y Michael Deering recibieron créditos como coautores. Fue grabada junto con el resto del álbum en 1994, y la masterización tuvo lugar en los estudios Sterling Sound, ubicados en Nueva York. Entre los músicos que participaron se incluyen Colin Wolfe y la rapera Meshell Ndegeocello en bajo, el productor Dallas Austin en batería y teclado, Tommy Martin en guitarra y el compositor Babyface en sintetizadores y programación de batería, bajo la dirección de Susie Katiyama y Jessie Leavey. Este último y Craig Armstrong fueron los responsables del arreglo de cuerdas, Marius de Vries de la programación y Alvin Speights, Brad Gilderman, Darin Prindle, Mark «Spike» Stent y Michael Fossenberg de la ingeniería. Por último, Speights y Jon Gass realizaron la mezcla. Es una canción de género R&B con influencias del hip hop. Según la partitura publicada en Musicnotes.com por Alfred Publishing Co., Inc., se establece en un compás de 4/4 con un tempo «dance moderado» de 88 pulsaciones por minuto. Está compuesta en la tonalidad de do bemol mayor y sigue una progresión armónica de do bemol7—si bemol7—mi bemol menor9—do bemol7—si bemol7—mi bemol menor7.
Comienza en un estilo trip hop, con el sonido de un bajo y una batería, y Madonna susurra varias veces la frase express yourself, don't repress yourself («exprésate, no te reprimas)». A lo largo del tema, la música continúa girando alrededor de una misma secuencia de cuatro acordes y la cantante pronuncia frases susurradas que contraponen a la letra cantada. Su voz copia el estilo del soul característico de la década de 1990 con un sonido «nasal» y fino. El estribillo repite And I'm not sorry, it's human nature («Y no me arrepiento, es la naturaleza humana») y termina con el verso I'm not your bitch, don't hang your shit on me («No soy tu perra, no me eches tu mierda»), mismo que fue editado y omitido para las radios. En su sobregrabación, la canción toma varios elementos musicales «discretos» formados por tono, armonía, ritmo y textura sonora, todo lo cual comunica el deseo del sujeto. A medida que se desarrolla el tema, la voz seduce al oyente hacia un paisaje sonoro que se concentra en una representación de su feminidad y la lucha por el empoderamiento. La letra trata de manera explícita con el «frenesí mediático» que ha soportado y el «desprecio» que siente por los críticos. Se burla de los detractores y canta de manera sarcástica frases como Oops, I didn't know I couldn't talk about sex («¡Ups! No sabía que no podía hablar de sexo») o Oops, I didn't know I couldn't speak my mind («¡Ups! No sabía que no podía dar mi opinión»), y preguntas retóricas como Would it sound better if I were a man? («¿Sonaría mejor si yo fuera un hombre?»).
Joe Lynch de Billboard explicó que la artista hace caso omiso de aquellos que la culparon por «obsesionarse con el sexo» y que el tema «tabú» es simplemente la naturaleza humana. En otro análisis, Rikky Rooksby, autor de The Complete Guide to the Music of Madonna (2004), consideró que la letra también podía interpretarse como una «canción de rebeldía», en la cual recuerda una relación donde no se le permitía decir lo que pensaba. Santiago Fouz-Hernández y Freya Jarman-Ivens, autores de Madonna's Drowned Worlds (2004), observaron que en «Human Nature» se hace explícita una serie de sentimientos «fuertes» relacionados con la supervivencia, el romance, la venganza, la seducción y la manipulación. En los versos And I'm not sorry / I'm not your bitch, don't hang your shit on me, «desafía la masculinidad patriarcal de frente», y los susurros dirigidos a un confidente imaginario aumentan con la intensidad de la frase melódica Express yourself don't repress yourself. La cantante aclaró que la letra trataba sobre «romper las restricciones. [...] No me encasilles, no me sujetes, no me digas qué puedo y no puedo decir». En el libro de Rooksby, concluyó:

Es mi declaración definitiva en cuanto a la increíble devolución que recibí por haber tenido el descaro de hablar sobre las cosas que hice en los últimos años con mi libro Sex y mi disco [Erotica]. Me lo saco de encima. Es defensivo, absolutamente. Pero también es sarcástico, irónico. Y no me arrepiento. No me disculpo por nada de eso.

## Publicación y remezclas

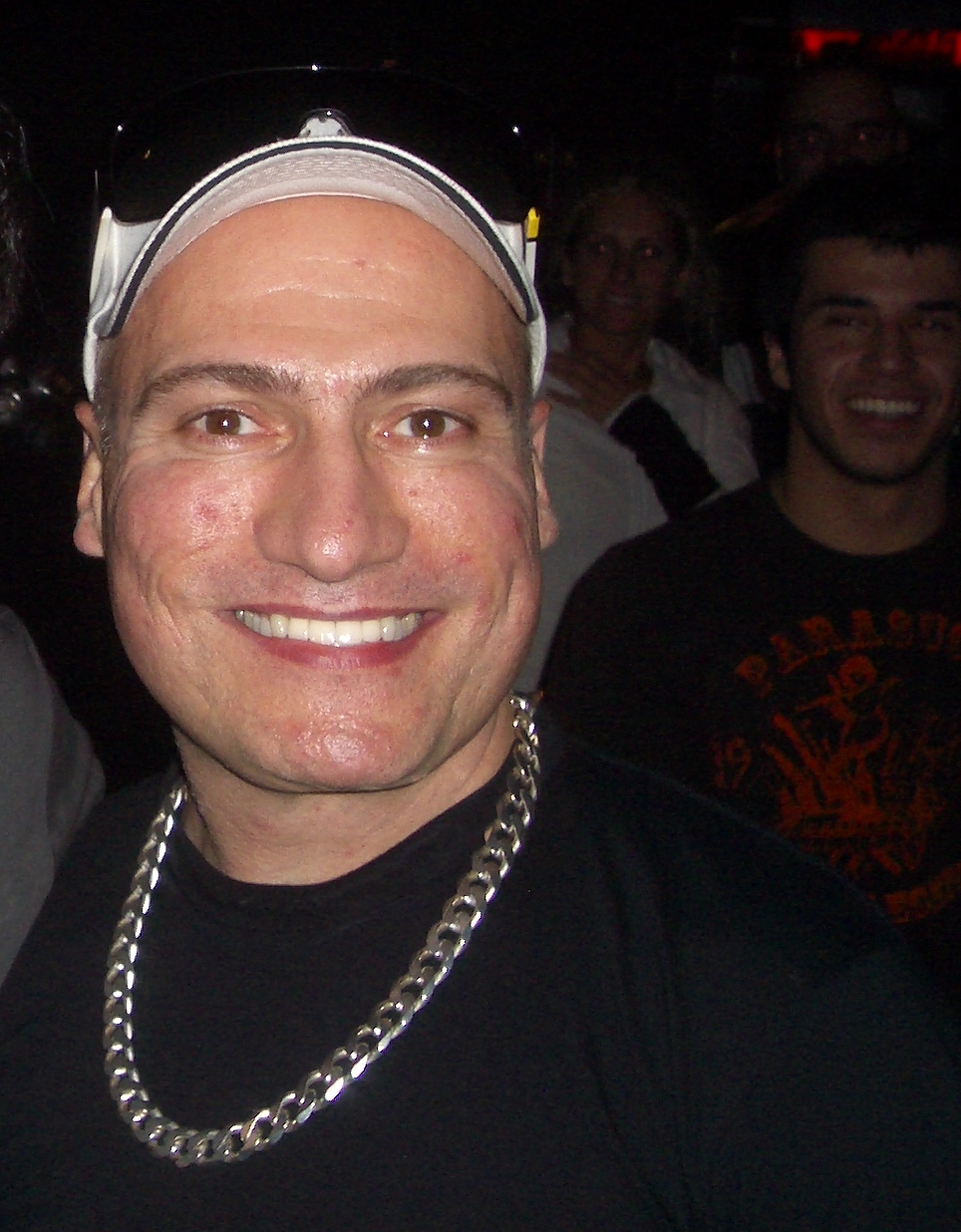
Para acompañar el lanzamiento de «Human Nature», se crearon en total nueve remezclas, la mayoría producidas por el DJ estadounidense Danny Tenaglia (fotografía)

Las compañías Maverick, Sire y Warner Bros. publicaron «Human Nature» como el cuarto y último sencillo de Bedtime Stories —tras «Secret», «Take a Bow» y «Bedtime Story»— en los siguientes formatos físicos: vinilos de 7" y 12", CD, casete y mini-CD. La portada fue tomada por la fotógrafa Bettina Rheims y Greg Ross realizó el diseño. La primera fecha de lanzamiento ocurrió el 5 de mayo de 1995 en Australia y Europa —a excepción de Reino Unido—, cuando salió al mercado un maxi CD que incluyó la versión original, de 4:54, más dos remezclas de «Bedtime Story» conocidas como «Junior's Sound Factory Mix» y «Orbital Mix». En Alemania se puso a la venta un vinilo de 12" con las dos primeras pistas y otro remix titulado «Junior's Wet Dream Mix». «Sanctuary» —también del álbum— se añadió como lado B en los formatos de CD, 7" y casete, que además contenía una versión editada de «Human Nature» para las radios, de 4:09. Un mes después, el 6 de junio, estuvo disponible en Estados Unidos, mientras que el 14 de agosto en Reino Unido como parte del evento «Manic Monday», en el que múltiples sencillos se publicaban simultáneamente en las tiendas independientes minoristas. En este país se editó un maxi CD de cinco pistas y un casete en el que figuró una edición titulada «Chorus Door Slam with Nine Sample». El 19 de agosto, se publicó en Japón la versión editada para radio en un mini-CD de doble lado A con «La isla bonita» (1987). En 2001, la versión de la radio figuró en el disco de grandes éxitos GHV2.
Para acompañar el lanzamiento, fueron creadas nueve remezclas oficiales que tenían una duración total de 53:24. Con producción de los DJ Danny Tenaglia y Howie Tee, todas o algunas figuraron en los maxi CD de Alemania, Australia, Canadá, Reino Unido y Estados Unidos, así como en el vinilo de 12" lanzado en ese último país el 1 de agosto de 1995. La mayoría de las ediciones nuevas reemplazó el sonido R&B por música house. Larry Flick, de Billboard, comentó que la canción «se moldea a un himno atrevido de house, que captura de manera inteligente la actitud de la original». La primera ofrece un ritmo más hip hop; la versión para la radio, similar a la original, solo omitió la frase I'm not your bitch, don't hang your shit on me, que resultaba en una producción menos explícita «pero más repetitiva»; «The Runway Club Mix» era más simple y «I'm Not Your Bitch» cambió el estribillo por frases susurradas como I have no regrets, I'm not your bitch, Deal with it («afróntalo») y I'm HIV negative («Soy VIH negativo») sobre un ritmo de estilo house más profundo. Las mezclas de hip hop incluyen una versión limpia y otra explícita; «Bottom Heavy Dub» contiene ritmos deep house y «Love is the Nature Mix» la transforma en una «frenética orgía dance nocturna»; para Jose F. Promis, del portal Allmusic, esta última era «posiblemente la mejor» de todas. Flick destacó las mezclas de Tenaglia y mencionó que las de Howie Tee se adhieren «al ambiente downtempo del original». Asimismo, declaró que si bien había momentos en el que la interpretación «acelerada» sonaba «un poco apresurada dentro del ritmo enérgico de la pista», había efectos vocales «divertidos» y susurros que lograban que la canción «funcionara muy bien».

## Recepción crítica y reconocimientos

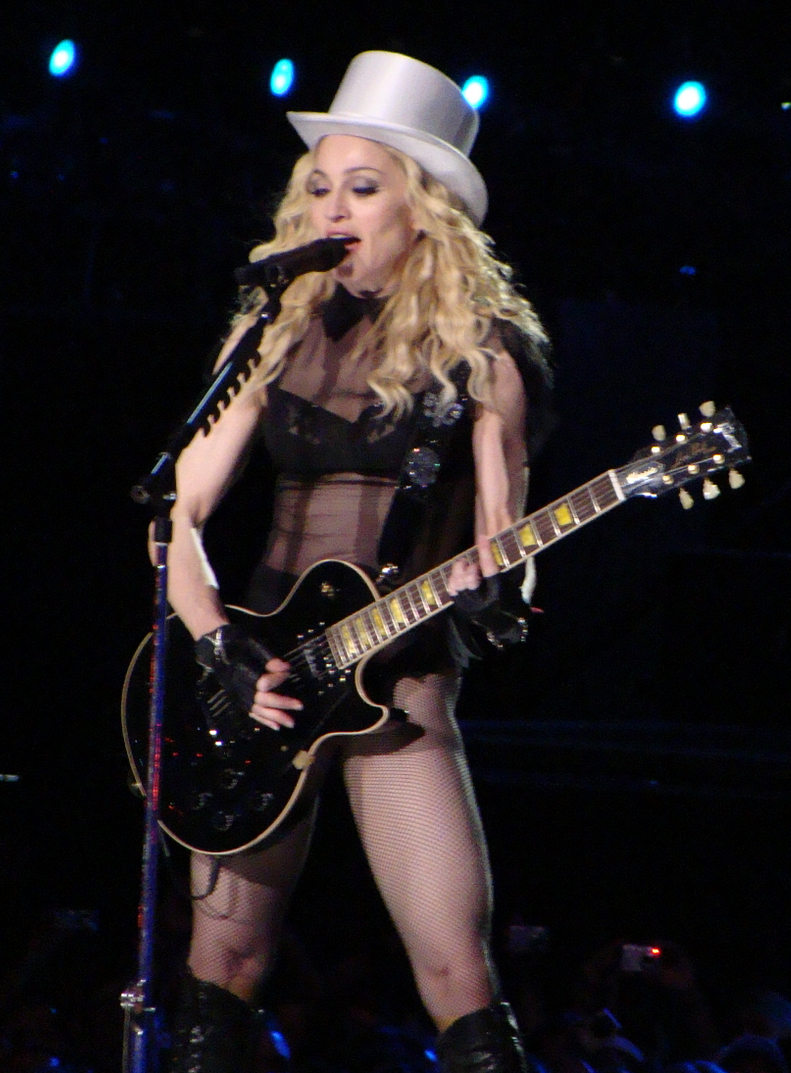
En general, la crítica elogió la producción y el mensaje que transmitió Madonna en «Human Nature». En la imagen, la cantante interpretando el sencillo con la guitarra eléctrica durante uno de los conciertos del Sticky & Sweet Tour (2008-2009)

En términos generales, «Human Nature» obtuvo reseñas positivas de académicos, críticos y periodistas, quienes elogiaron la producción, la voz de Madonna y el mensaje de empoderamiento. Por ejemplo, Matthew Rettenmund escribió en su libro Encyclopedia Madonnica 20 (2016) que «pese a la baja recepción comercial», se ha convertido en un «himno de autoempoderamiento moderno». En The Music of Madona (2016), Chris Wade destacó el «gran ritmo», el estribillo «inolvidable» y su voz «brillante», que se responde a sí misma con susurros. Además, mencionó que levantaba la «tristeza» de las primeras pistas de Bedtime Stories. Fouz-Hernández y Jarman-Ivens aseguraron que cuando exige el respeto de aquellos que la han menospreciado en el pasado, su interpretación vocal «es más segura, equilibrando entre falta de sinceridad y parodia, y entre desprecio y alegría». Lucy O'Brien, en la biografía Madonna: Like an Icon (2008), afirmó que era una de las más «peculiares» del álbum, «palpitante con una ira fuertemente contenida pero devastadora». Francesco Falconi, autor de Loco por Madonna. La Reina del Pop (2017), la consideró una de las canciones del disco que «más se quedan grabadas». Asimismo, señaló que si bien no se hallaba «la fuerza destructiva y el feminismo marcado» de «Express Yourself» (1989), el concepto era claro: «Se trata de una trayectoria nueva y de una evidente rotura con el pasado, pero Madonna no se arrepiente de lo que ha hecho».
Los periodistas musicales también le otorgaron opiniones positivas. De Billboard, Paul Verna lo catalogó como un número tribal dentro de los «regalos más seductores» de Bedtime Stories, y Larry Flick, que elogió la voz «juguetonamente sarcástica y agresiva» de Madonna, lo llamó un tema «perversamente pegadizo en el que ataca descaradamente a sus críticos más cercanos». De manera similar, Barbara O'Dair de Rolling Stone dijo que era un «tiroteo a sus críticos, con una línea de sintetizador entusiasta al más estilo Dr. Dre». Ricardo Baca, del Denver Post, la describió como una «sensual incursión al oscuro y voluble mundo del trip hop». Charles Aaron de Spin comentó que su «ingenio endurecido no expresa ningún arrepentimiento, pero esta vez sientes algo por ella», y caracterizó los versos Would it sound better if I were a man? / Would you like me better if I was? como «tímidamente subversivos». Para Barry Walters del Moscow-Pullman Daily News, tenía el estribillo «más pegadizo» del álbum, con palabras de ira que «convierten la adversidad en fortaleza». El compositor canadiense Owen Pallett, en su reseña al disco para Pitchfork, sostuvo que presentaba uno de los ritmos «más efectivos» de la intérprete y la reconoció como una de sus mejores canciones. Sal Cinquemani de Slant Magazine opinó que había respondido con «indignación» a los medios y destacó que nunca antes había sonado «más vulnerable emocionalmente o más conectada intelectualmente» que en «Human Nature». En su comentario al recopilatorio GHV2, el mismo autor le otorgó una «B» y añadió que «le devolvió el golpe a sus críticos de una manera bastante directa. [...] No solo sostenía un espejo, se "convirtió" en el espejo». No obstante, admitió que el tono sarcástico fue «un poco exagerado, al sugerir que sus opiniones sobre el sexo habrían sonado mejor si hubiera sido un hombre. Diferente, claro. ¿Pero mejor? No lo creo». Saeed Saeed, de The National, lo consideró una «respuesta digna a los críticos con su [letra de] defensa de expresión y liberación femenina». En comentarios menos favorables, Rooksby la describió como «amarga y despectiva» y sintió que la voz nasal sonaba «cursi», lo cual no era muy atractivo. Añadió que la repetición de la secuencia «no sugería que el mundo de la cantante fuera muy atrayente». Jim Farber de Entertainment Weekly declaró que «al contraatacar a sus críticos, Madonna se escucha egoísta y presumida», y Jose F. Promis de Allmusic, que le otorgó dos estrellas y media de cinco como puntuación, afirmó que no era muy apta para las radios. También negativo fue Quentin Harrison de Albumism, quien la llamó «petulante» y opinó que «interrumpía» el «paisaje recatado e introspectivo» de Bedtime Stories, además de que habría «funcionado mejor» como lado B.
| «[Dave] Hall ayudó a que Madonna encontrara su ritmo R&B/hip hop e hizo que la canción fuera diferente de todo lo que había hecho antes. "Human Nature" puede verse como una secuela no intencional de "Express Yourself" de 1989, debido a su tema de liberación. Fue una sorpresa, ya que preguntó por qué estaba siendo tan criticada por expresarse como artista. [...] Se convirtió en un himno feminista. Es seguro decir que ha influenciado en varias artistas femeninas que han mirado el legado de Madonna, con canciones de la última década como "Can't Hold Us Down" de Christina Aguilera, "Piece of Me" de Britney Spears y "Flawless" de Beyoncé. En lugar de censurar el sexo como lo hubieran querido sus críticos, en "Human Nature" Madonna eligió jugar con el tabú social que rodea el tema». —Bianca Gracie de Idolator sobre el impacto de la canción. |

En reseñas retrospectivas, los críticos aplaudieron el mensaje que transmitió Madonna y acordaron que era una de las canciones más destacadas y a la vez infravaloradas de su carrera. Esa fue la conclusión de Dan Heching del Daily Mail y de Rob Crossan, del portal Luxury London; este último dijo que era uno de sus sencillos «más injustamente olvidados». Richard LeBeau, del portal Medium, declaró que era «una de [sus] mejores incursiones en el R&B», con una letra «audaz y sin complejos» que sirvió como su manifiesto no oficial, y Scott Kearnan, de Boston.com, la definió como «una reprimenda seria y letal hacia sus críticos». De PinkNews, Mayer Nissim lo nombró su vigésimo quinto mejor sencillo y escribió: «Una respuesta a la reacción negativa de Erotica, Madonna mezcla su nuevo sonido R&B con ese ambiente sexualizado de su álbum anterior [y] le da a sus críticos una merecida paliza». Sebas E. Alonso de Jenesaispop lo ubicó en la posición 34 de las sesenta mejores pistas, en conmemoración por su 60.º cumpleaños; subrayó que su álbum «más genérico» incluía «un par de sorpresas alejadas de la tónica de R&B blandito» como la «sexual» «Human Nature». Además, subrayó que era «hija de "Erotica" y por tanto nieta de "Justify My Love" y a la vez bisnieta de "Express Yourself"».
En un especial de Pitchfork sobre las canciones más importantes de la historia del Orgullo LGTBQ+, la compositora y productora venezolana Arca elogió su «falta de disculpas tan panorámica y empoderadora». Para Mary von Aue de la revista Vice, fue la canción «definitiva» de Bedtime Stories, y para Chuck Arnold, de Entertainment Weekly, se trató de una «declaración desafiante» con un guiño a «Express Yourself». De igual manera, en un comentario por el vigésimo aniversario de Bedtime Stories, Joe Lynch de Billboard comentó era «un ataque lógico y desafiante contra el slut shaming», y en otro artículo de 2017, lo calificó como uno de sus mejores temas de la década de 1990 y como un «himno empoderador» dirigido a aquellos que pensaron que había ido demasiado lejos con su carrera. También destacó la base «profundamente funk» y el «clásico» verso Express yourself, don't repress y yourself. En la lista de las 100 mejores canciones de la cantante, donde «Human Nature» ocupó la quinta posición, Bianca Gracie de la misma revista reconoció que su mensaje feminista «sería llevado luego por mujeres que tomaron orgullosamente influencia del manual del ícono, desde Britney Spears [...] hasta Rihanna». De acuerdo con Guillermo Alonso, de la edición española de Vanity Fair, el tema fue «su único intento por justificarse», aunque criticó que sonara «demasiado autorreferencial». Matthew Jacobs de HuffPost clasificó los 68 sencillos de Madonna publicados desde 1982 hasta 2014 y ubicó a «Human Nature» en el séptimo puesto; destacó las «innegables» influencias de hip hop y afirmó que permanece como uno de sus sencillos «más originales».

## Recepción comercial
En Estados Unidos, «Human Nature» debutó el 24 de junio de 1995 en el puesto 57 de la lista Billboard Hot 100, con un total de 7400 unidades vendidas en su primera semana; veintiún días después, alcanzó la posición 46 y permaneció en total quince semanas. Se convirtió en el segundo sencillo de Madonna que no logró ingresar a los cuarenta principales después de «Bedtime Story», que alcanzó el número 42. Para Fred Bronson de Billboard, esto se debió a que había sido una «elección arriesgada» y que no era precisamente un tema «ideal» para las estaciones de radio, razón por la cual no obtuvo los suficientes puntos como para ascender de lugares. Además, señaló que habría sido el 33.º sencillo de Madonna en alcanzar los cuarenta primeros. De manera similar, Jose F. Promis de Allmusic añadió que no tuvo resultados favorables en el país debido a que el maxisencillo salió a la venta mucho tiempo después de que el tema tuviera su mayor airplay en MTV y en las radios. En los conteos de ventas físicas y de radios —componentes del Hot 100— ocupó las posiciones 35 y 58, respectivamente, mientras que en Rhythmic Top 40 la 19 y en Mainstream Top 40 la 30. En la categoría de R&B, se ubicó en el número 57 de la lista principal Hot R&B Singles, y en las componentes Hot R&B Singles Sales y Hot R&B Airplay en los números 48 y 70. Tuvo una recepción más favorable en las listas de música dance, ya que alcanzó el segundo lugar tanto en Dance Club Songs como en Dance Maxi-Singles Sales, y para fin de año ocupó el número 16 en el primero y el 49 en el segundo.
En los conteos Top 100 Hit Tracks y Dance Singles de la revista canadiense RPM, se situó en los puestos 64 y 11, respectivamente, mientras que en The Record logró estar entre los diez primeros. En Australia, se mantuvo tres semanas seguidas en el puesto 17, y en Nueva Zelanda ingresó en el 37, aunque solo estuvo siete días. En el UK Singles Chart, entró en la octava posición el 26 de agosto de 1995 y permaneció en total seis semanas, y en la lista de R&B debutó en la segunda, por detrás de «Waterfalls» de TLC; para agosto de 2008, había vendido 80 685 copias en el país según datos de Music Week. Alcanzó el séptimo puesto en Finlandia y el décimo en Italia, y estuvo entre los treinta primeros en Escocia, Irlanda, Islandia, Países Bajos, Polonia y Suiza. En Alemania, el recibimiento fue mucho más bajo pues solo alcanzó el puesto 50 y pasó nueve semanas en total. Por último, ingresó a las listas de Music & Media Eurochart Hot 100 Singles, en la posición 39, European Dance Radio, en la 22, y en European Hit Radio Top 40, en la 35.

## Vídeo musical

### Desarrollo y sinopsis

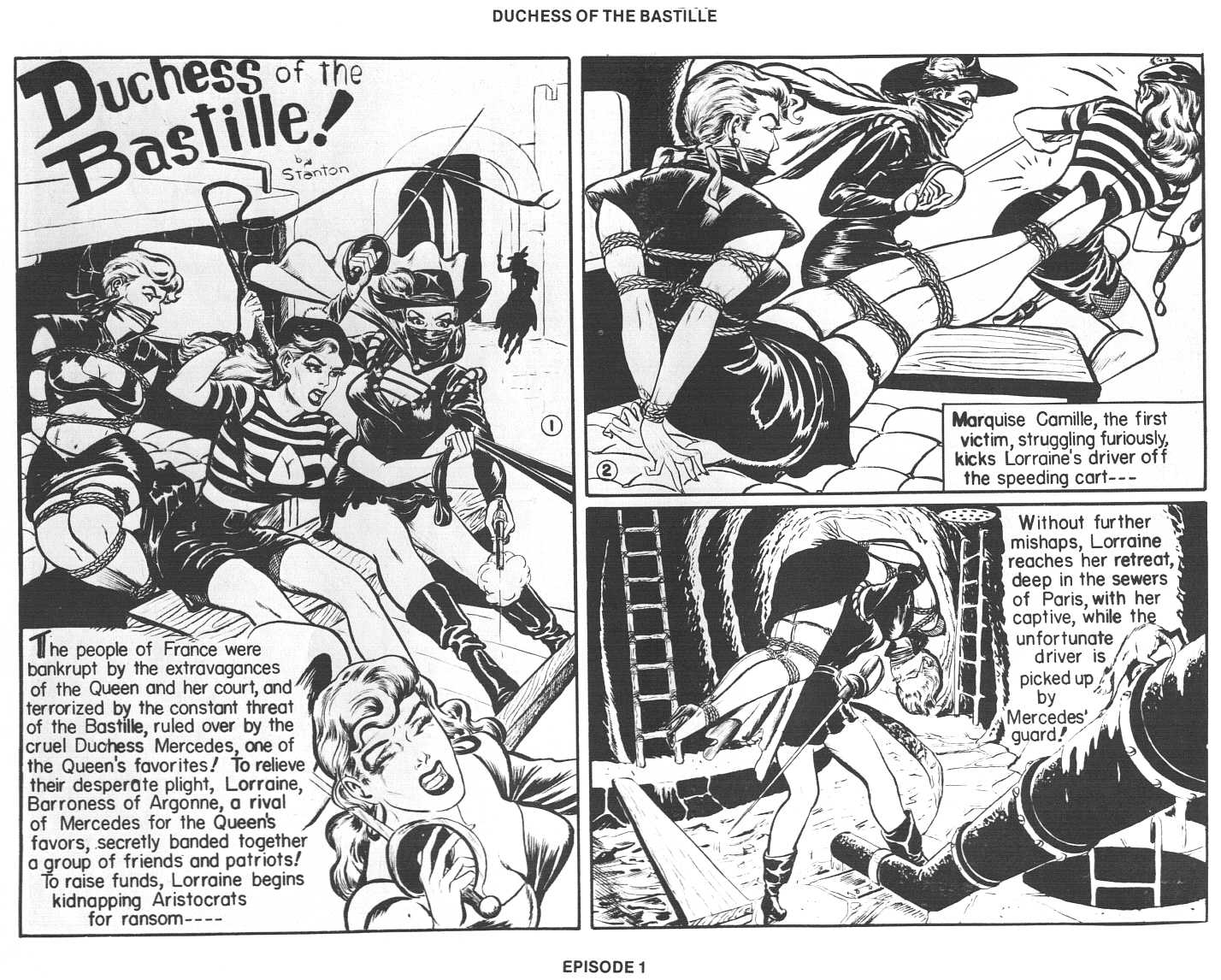
El videoclip de «Human Nature» está inspirado en los trabajos del artista estadounidense Eric Stanton

El vídeo musical de «Human Nature» se filmó en los estudios Raleigh de Hollywood el 6 y 7 de mayo de 1995, bajo la dirección de Jean-Baptiste Mondino —quien ya había trabajado previamente con Madonna en «Open Your Heart» (1986) y «Justify My Love» (1990)— y la producción de Anita Wetterstedt para Palomar Productions. La coreografía estuvo a cargo de Jamie King, que también apareció y luego dirigiría las siguientes giras musicales de la artista, y el bailarín Luca Tommassini se desempeñó como su asistente. King comentó que ella le «rogó» que participara bailando tras haber rechazado la propuesta en un primer momento; en el videoclip, luce un atuendo característico del S&M mientras está colgado de un trapecio. Madonna recordó que quería hacer uno más «orientado al baile» que los que había hecho para los sencillos anteriores de Bedtime Stories, pero el problema fue que a Mondino no le gustaban aquellos vídeos donde alguien baila y la cámara se mueve demasiado. Al respecto, declaró: «Tienes como cinco cámaras diferentes que filman una sola actuación, y luego editan como locos. Te da mucha libertad, pero me frustra porque me gusta ver a alguien bailando. Odio cuando hay demasiado montaje. Me gusta la estabilidad porque realmente puedes disfrutar del movimiento del cuerpo».
Para esto, se le ocurrió la idea de que la artista y los bailarines realizaran movimientos dentro de cajas, ya que el espacio pequeño significaba que no habría mucho baile y «había algo hermoso en eso, parecían abejas o algo así». El vídeo está inspirado en los trabajos del dibujante estadounidense Eric Stanton, pionero en los proyectos de tiras cómicas para adultos e influenciado por las fantasías del sadomasoquismo. Madonna y Mondino decidieron abordar la temática erótica con humor, ya que, según el director: «El sadomasoquismo es un juego. Es oscuro, se ve oscuro, pero creo que la gente se divierte». De acuerdo con Dustin Robertson, quien realizó la edición, Mondino y Madonna tenían una ética de trabajo opuesta: mientras que el primero era «genial y relajado» y tenía «una forma maravillosa de tratar con ella», esta última era una «fanática de los detalles» y «exigía un manejador fuerte para que sacara lo mejor que podía ofrecer». El cabello de la artista, que luce negro en el videoclip, en realidad era rubio en ese momento, solo que tenía tiras de cuero cuidadosamente trenzadas para combinar con sus raíces oscuras; el afro que lució hacia la mitad era en realidad un postizo. Ella y sus bailarines portaron atuendos de látex y cuero negro con máscaras que, para el biógrafo Pradeep Thakur, simbolizaban las «restricciones de nuestra sociedad».
A lo largo del vídeo, Madonna porta dos atuendos distintos: un catsuit de cuero negro y un biquini con tacones de aguja. En la primera secuencia aparece sentada siendo manipulada por sus bailarines a la vez que realiza una coreografía. En el segundo verso, dos de ellos enmascarados amarran a la cantante —con expresión molesta— a una silla, mientras que en el puente y en el estribillo se intercalan escenas en las que se burla de una mujer atada de manos a una barra sobre su cabeza y luego usa una fusta para golpearla y hacerle cosquillas. Hacia la mitad, todos realizan movimientos dentro de cajas, como si trataran de escapar, y cerca del final la cantante ejecuta una coreografía mientras sus bailarines mueven y lanzan cuerdas a su alrededor. Termina con ella sentada en una silla cuando entona la frase Absolutely no regrets —«Absolutamente ningún arrepentimiento»— seguido de una breve toma parada al lado de la silla mientras lanza golpes al aire. La revista Rolling Stone lo describió así: «Vestida con ropa de bondage, Madonna se ríe, hace muecas y disciplina a su chihuahua con una fusta».

### Recepción y análisis
El vídeo contó con comentarios positivos de académicos y críticos. Matthew Rettenmund lo llamó uno de los mejores de la artista y prosiguió: «Simplemente escenificado, es a la vez divertido y sensual. Si es posible que un videoclip resuma la esencia de Madonna, ese es "Human Nature"». Carol Vernallis, autora de Experiencing Music Video: Aesthetics and Cultural Context (2004), destacó que el concepto de los atuendos negros en contra de un fondo blanco «funciona bien», pero los sonidos del tambor «no corresponden en nada con las imágenes». Roger Beebe, uno de los escritores de Medium Cool: Music Videos from Soundies to Cellphones (2007), aclaró que era un ejemplo del impulso del espectador por saber lo que sucederá después, al colocar a la artista ante un fondo marcado en el que solo aparecen algunos otros personajes. Para los autores de Bitch She's Madonna: La reina del pop en la cultura contemporánea (2018), reflejaba la intención de la cantante de hacer saber a su público «que no se arrepentía de nada», y según Ignacio D'Amore y Mariano López, del libro Enciclopedia Gay (2012), subraya el tono irónico de la letra y ella les responde a los medios «al enfundarse con su troupe de baile en trajes negros bondage». Fouz-Hernández y Jarman-Ivens opinaron que existía una dimensión «erótica» de la música en el vídeo, presente a través de los cuerpos andróginos cubiertos de látex negro. En este sentido, detrás de la «belleza» de la compañía de bailarines andrógina, el atractivo sexual y el deseo radica en la idea de ir en contra de las representaciones normativas. Además de ello, describieron que la coreografía «morbosa», con trucos sadomasoquistas y de estilo dominatrix, captura a Madonna y a sus bailarines frente a la cámara mientras «alardean de su sexualidad» con una distancia seria que, según los autores, «raya en lo pornográfico».
Bianca Gracie de Idolator expresó que ella usó la esclavitud como una forma de erotismo, y los atuendos inspirados en el S&M eran «más restrictivos», lo que se traducía en un «reflejo directo de los medios que intentan encapsular su libertad sexual». Mamta Badkar y Sohiny Das, de la revista india Verve, concluyeron que la intérprete había «empujado los límites puritanos una vez más». Christopher Rosa de Glamour caracterizó su estilo como «controvertido», pero subrayó que «de nuevo, en ese momento ella era sinónimo de controversia». En 2013, Louis Virtel de NewNowNext lo colocó en la vigésimo segunda posición de sus 55 mejores vídeos; señaló que fue «raro» que tuviera la oportunidad de ser «dura y graciosa» y agregó: «¿Castigar un chihuahua? ¿Burlarse y celebrar las perversiones? ¿Burlarse de la cámara como un niño aburrido de tercer grado? Ella lo hace todo, incluso luciendo trenzas negras, es una visión de genialidad y superioridad sexual». En 2015, el personal de la revista Out lo incluyó en el decimocuarto lugar de sus «20 vídeos con más estilo», y lo calificó de «elegante». De los 25 más destacados de la cantante, «Human Nature» quedó en la decimoquinta posición de la lista creada por el sitio Idolator; Mike Nied escribió: «La reina del pop se envolvió en látex negro y realizó una coreografía memorable con una horda de bailarines en este sorprendente lanzamiento». Matthew Jacobs lo llamó «icónico por derecho propio». En una reseña menos positiva, Jeremy Kinser de The Advocate lo llamó «tonto» y la criticó por vestirse de dominatrix «otra vez».
James Montgomery de MTV notó influencias del vídeo en los de «Not Myself Tonight» (2010) de Christina Aguilera y «S&M» (2011) de Rihanna; en el caso de Aguilera, el crítico señaló similitudes en los atuendos de cuero, su «actitud de dominatrix» y los movimientos «sensuales» con la silla, y en el caso de Rihanna, observó que no era un concepto nuevo y ya se había visto antes en «Human Nature». Para Mike Wass de Idolator, se trató de uno de los videoclips más influyentes de la década de 1990 y concluyó que «como siempre, [Madonna] estaba una o dos décadas adelantada a su tiempo». De acuerdo con Mamta Badkar y Sohiny Das, la secuencia de baile de la canción «Kambaqt Ishq», de la película Pyaar Tune Kya Kiya (2001), está inspirada en el de Madonna. En los MTV Video Music Awards de 1995, recibió nominaciones en las categorías de mejor coreografía, mejor vídeo dance y mejores efectos especiales, y tiempo después figuró en los recopilatorios The Video Collection 93:99 (1999) y Celebration: The Video Collection (2009).

## Presentaciones en directo
Madonna incluyó «Human Nature» en el repertorio de sus giras Drowned World (2001), Sticky & Sweet (2008-2009), MDNA (2012), Madame X (2019-2020) y Celebration (2023-2024). En la primera, formó parte del tercer segmento del espectáculo, Cowgirl, inspirado en la iconografía country. La actuación incluyó una coreografía estilo bondage con un lazo y, en cierto punto, la cantante realizaba movimientos sensuales sobre un toro mecánico. Portó un atuendo de vaquera que consistía en una blusa de rayas y estrellas, una cola de mapache como accesorio, pantalones vaqueros con chaparreras y barro incrustado. Sergio Burstein de La Opinión comentó que cuando se subió al toro mecánico, «lo hizo por tan poco rato que dejó a todos con la miel en los labios», y para Alexis Petridis de The Guardian, se trató de uno de los momentos más «sorprendentes» del espectáculo. La actuación en el concierto del 26 de agosto, realizado en el Palace of Auburn Hills de Míchigan, se incluyó en el álbum en vídeo Drowned World Tour 2001.
Durante el Sticky & Sweet Tour, la presentó acompañada de una guitarra eléctrica Gibson Les Paul negra y con efectos de vocoder en su voz. Lució un leotardo negro, medias de red, botas de taco alto del mismo color hasta las rodillas y un sombrero de copa blanco. Las pantallas de fondo mostraban a Britney Spears, ataviada con una sudadera con capucha y gafas oscuras, atrapada en un ascensor mientras patea y golpea frenéticamente las paredes como si intentara escapar. Hacia el final, las puertas del ascensor se abrían y recitaba la frase It's Britney, bitch, de su sencillo de 2007 «Gimme More». Madonna explicó que el vídeo fue una analogía de la carrera de Spears en aquel entonces: «¿Acaso no explicó lo que pensaba? "No soy tu perra, no me eches tu mierda". Creo que la gente debería ocuparse de sus propios asuntos y dejarla crecer». Durante el concierto del 6 de noviembre de 2008 en Los Ángeles, Spears apareció a la mitad de la actuación y se unió a Madonna; Keith Caulfield de Billboard mencionó que «cada teléfono con cámara en el estadio ya había sido sacado para capturar el momento mientras los flashes salían a una velocidad récord». Como reseñas, Scott Cronick de The Press of Atlantic City dijo que fue uno de los «deleites del público», pero para Ricardo Baca se trató de un «punto bajo, un valiente intento de probar algo nuevo, pero un punto bajo de cualquier modo». Más negativo fue Stuart Derdeyn de The Providence, que opinó que «su voz se escuchaba horrible y no sé si debería volver a tocar la guitarra». Figuró en el álbum en vivo Sticky & Sweet Tour (2010), grabado en diciembre de 2008 en dos de los conciertos ofrecidos en Buenos Aires.

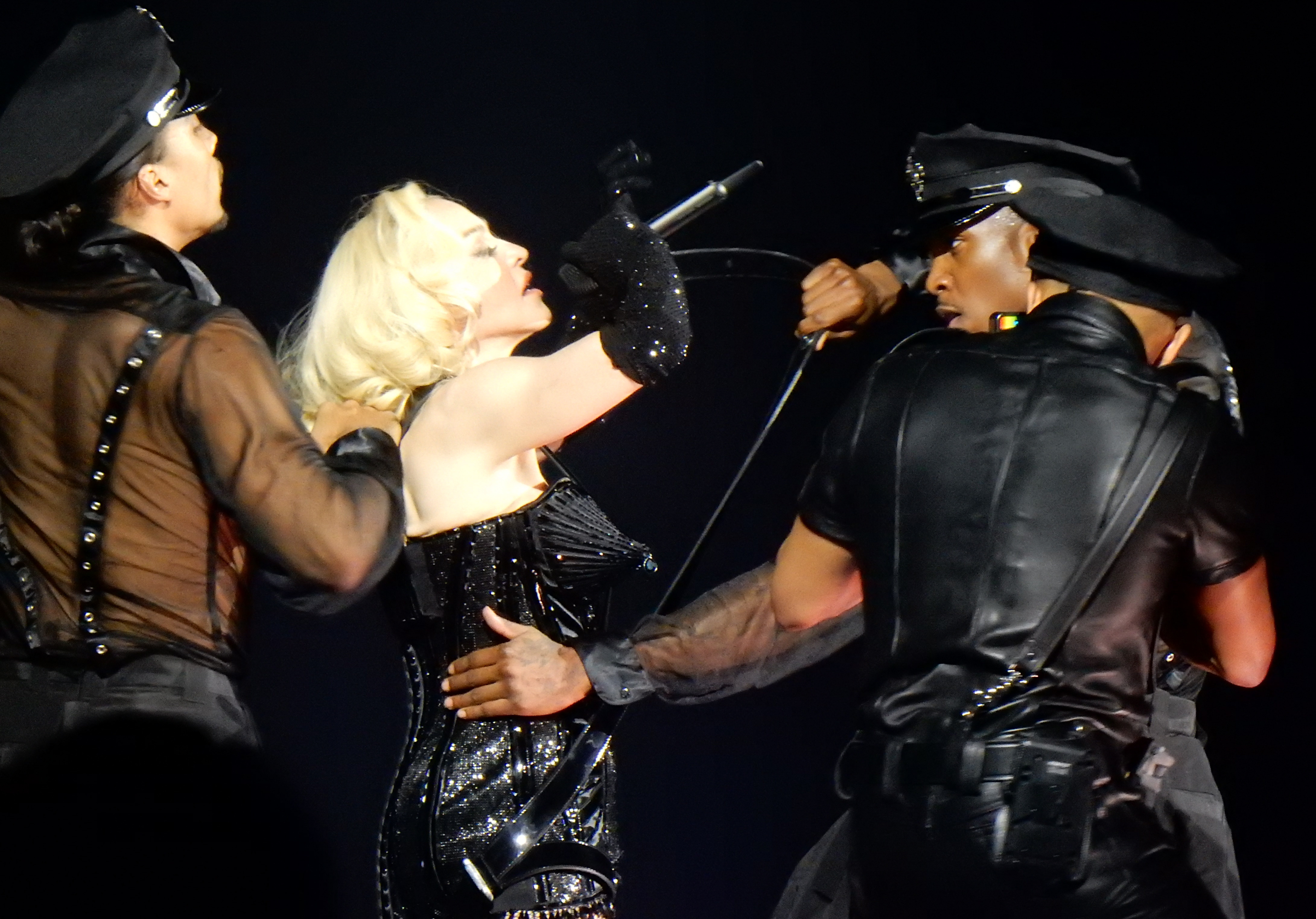
Madonna cantando el popurrí de «Human Nature» y «Crazy for You» en la gira The Celebration Tour (2023-2024)

En The MDNA Tour, la cantó en su versión original y formó parte del tercer acto del concierto, «Masculino/Femenino», inspirado en la moda y el cabaré francés. El escenario simulaba una sala de espejos y la cantó mientras se iba quitando la ropa. Durante el espectáculo en Estambul, mientras interpretaba el tema, bajó su sostén y dejó al descubierto uno de sus senos, mientras que en Roma se bajó el pantalón y exhibió su trasero al público. La actuación recibió opiniones variadas; el presentador Andy Cohen sostuvo que sus pechos desnudos eran «viejas noticias», y Liz Jones, del Daily Mail, expresó que «ella cree que está impactando cuando, en realidad, está aburriendo. Ya lo hemos visto todo antes». De BuzzFeed, Amy Odell defendió a la cantante y escribió: «Aparentemente, ahora, cuando sucede esa cosa inevitable llamada envejecimiento, [las mujeres] también tenemos que preocuparnos por cubrirnos lo suficiente como para no parecer "desesperadas". [...] Las mujeres de 53 todavía tienen senos... ¡e impulsos sexuales!». La presentación se incluyó en el álbum en vivo MDNA World Tour (2013), grabado el 19 y 20 de noviembre de 2012 en Miami. El 12 de abril de 2015, hizo una aparición sorpresa durante la presentación del rapero Drake en el Festival de Música y Artes de Coachella Valley e interpretó un popurrí de «Human Nature» y «Hung Up» (2005); para la ocasión, vistió una camiseta larga negra con el epígrafe Big as Madonna. A mitad de la actuación, besó al rapero en la boca mientras él permanecía sentado en una silla. La expresión «de asco» del cantante tras el beso se volvió viral y fue tendencia en Estados Unidos la mayor parte del día. Dos días después, Drake usó su cuenta en Instagram para aclarar que en realidad había disfrutado el momento. El 21 de enero de 2017, cantó el sencillo en la Marcha de las Mujeres en Washington.
En el Madame X Tour, presentó una versión jazz de «Human Nature», precedida por «Dark Ballet», del álbum Madame X (2019). Cuando esta última finalizaba, bailarines vestidos como policías arrestaban a la cantante y la arrojaban a una celda circular en el escenario, sobre el cual se proyectaban imágenes de dedos señalándola, mientras realizaba poses atléticas similares a las del videoclip. Hacia el final, tocó el bongó y once mujeres negras la rodeaban —incluidas tres de sus hijas, Stella, Esther y Mercy James— y entonaban la frase I'm not your bitch! Bradley Stern de Paper lo consideró uno de los momentos más destacados de la gira, opinión que compartió Rob Sheffield de Rolling Stone, que además elogió a Madonna por convertir el tema en una «despojada confesión». Por su parte, Darren Scott de PinkNews la llamó «fantástica» y agregó que ella ha demostrado que «aún puede extender esas piernas extremadamente anchas».
Un popurrí de «Human Nature» y «Crazy for You» (1985) se incluyó en la gira The Celebration Tour, realizada para conmemorar los cuarenta años de carrera de Madonna. En la actuación, la cantante fue detenida por bailarines vestidos como policías, y al final una doble la arrastró por la pasarela. Mireia Pería de Jenesaispop opinó que durante el número, Madonna mostró «sus dos caras: la provocadora descarada y la tierna enamorada».

## Lista de canciones y formatos
| CD, 7", casete |                                      |          |  |
| N.º            | Título                               | Duración |  |
| 1.             | «Human Nature» (versión de la radio) | 4:30     |  |
| 2.             | «Sanctuary»                          | 5:03     |  |

| Casete |                                                    |          |  |
| N.º    | Título                                             | Duración |  |
| 1.     | «Human Nature» (versión editada de la radio)       | 4:09     |  |
| 2.     | «Human Nature» (Chorus Door Slam with Nine Sample) | 4:48     |  |

| Maxi CD |                                              |          |  |
| N.º     | Título                                       | Duración |  |
| 1.      | «Human Nature» (versión editada de la radio) | 4:09     |  |
| 2.      | «Human Nature» (Human Club Mix)              | 9:05     |  |
| 3.      | «Human Nature» (The Runway Club Mix)         | 8:19     |  |
| 4.      | «Human Nature» (Master With Nine Sample)     | 4:48     |  |
| 5.      | «Human Nature» (I'm Not Your Bitch Mix)      | 8:11     |  |

| Maxi CD / descarga digital |                                              |          |  |
| N.º                        | Título                                       | Duración |  |
| 1.                         | «Human Nature» (versión editada de la radio) | 4:09     |  |
| 2.                         | «Human Nature» (Runway Club Mix Radio Edit)  | 3:58     |  |
| 3.                         | «Human Nature» (The Runway Club Mix)         | 8:18     |  |
| 4.                         | «Human Nature» (I'm Not Your Bitch Mix)      | 8:11     |  |
| 5.                         | «Human Nature» (Howie Tee Remix)             | 4:47     |  |
| 6.                         | «Human Nature» (Howie Tee Clean Remix)       | 4:46     |  |
| 7.                         | «Human Nature» (versión de la radio)         | 4:30     |  |
| 8.                         | «Human Nature» (Bottom Heavy Dub)            | 8:08     |  |
| 9.                         | «Human Nature» (Love is the Nature Mix)      | 6:41     |  |

| 12" |                                             |          |  |
| N.º | Título                                      | Duración |  |
| 1.  | «Human Nature» (Runway Club Mix)            | 8:18     |  |
| 2.  | «Human Nature» (I'm Not Your Bitch Mix)     | 8:10     |  |
| 3.  | «Human Nature» (Runway Club Mix Radio Edit) | 3:58     |  |
| 4.  | «Human Nature» (Bottom Heavy Dub)           | 8:08     |  |
| 5.  | «Human Nature» (Howie Tee Remix)            | 4:47     |  |
| 6.  | «Human Nature» (Howie Tee Clean Remix)      | 4:46     |  |
| 7.  | «Human Nature» (Versión de la radio)        | 4:30     |  |

| 12" |                                              |          |  |
| N.º | Título                                       | Duración |  |
| 1.  | «Human Nature»                               | 4:54     |  |
| 2.  | «Bedtime Story» (Junior's Sound Factory Mix) | 9:15     |  |
| 3.  | «Bedtime Story» (Junior's Wet Dream Mix)     | 8:33     |  |

| Mini-CD de 3" |                                      |          |  |
| N.º           | Título                               | Duración |  |
| 1.            | «La isla bonita»                     | 4:02     |  |
| 2.            | «Human Nature» (Versión de la radio) | 4:30     |  |

## Posicionamiento en listas
| País (Lista 1995)                         | Posición más alta |
| ----------------------------------------- | ----------------- |
| Alemania (Offizielle Deutsche Charts)     | 50                |
| Australia (ARIA)                          | 17                |
| Canadá (RPM Top 100 Tracks)               | 64                |
| Canadá (RPM Dance)                        | 11                |
| Canadá (The Record)                       | 10                |
| Escocia (Scottish Singles Chart)          | 18                |
| Estados Unidos (Billboard Hot 100)        | 46                |
| Estados Unidos (Dance Club Songs)         | 2                 |
| Estados Unidos (Dance Maxi-Singles Sales) | 2                 |
| Estados Unidos (Hot 100 Airplay)          | 58                |
| Estados Unidos (Hot 100 Singles Sales)    | 35                |
| Estados Unidos (Hot R&B Airplay)          | 70                |
| Estados Unidos (Hot R&B Singles)          | 57                |
| Estados Unidos (Hot R&B Singles Sales)    | 48                |
| Estados Unidos (Mainstream Top 40)        | 30                |
| Estados Unidos (Rhythmic Top 40)          | 19                |
| Unión Europea (Eurochart Hot 100 Singles) | 39                |
| Unión Europea (European Dance Radio)      | 22                |
| Unión Europea (EHR Top 40)                | 35                |
| Finlandia (IFPI)                          | 7                 |
| Irlanda (IRMA)                            | 21                |
| Islandia (Íslenski Listinn Topp 40)       | 28                |
| Italia (FIMI)                             | 10                |
| Nueva Zelanda (Recorded Music NZ)         | 37                |
| Países Bajos (Dutch Top 40)               | 19                |
| Polonia (LP3)                             | 19                |
| Reino Unido (UK Singles Chart)            | 8                 |
| Reino Unido (R&B Singles Chart)           | 2                 |
| Suiza (Schweizer Hitparade)               | 17                |

| País (Lista 1995)                         | Posición |
| ----------------------------------------- | -------- |
| Estados Unidos (Dance Club Songs)         | 16       |
| Estados Unidos (Dance Maxi-Singles Sales) | 49       |

## Créditos y personal
- Masterización en Sterling Sound (Nueva York).
- Contiene un sample de «What You Need», interpretada por Main Source, cortesía de Wild Pitch Records, Ltd.

### Personal
- Madonna: voz, composición, producción
- Dave Hall: composición, producción
- Shawn McKenzie: composición
- Kevin McKenzie: composición
- Michael Deering: composición
- Colin Wolfe: bajo
- Meshell Ndegeocello: bajo
- Dallas Austin: batería, teclado
- Tommy Martin: guitarra
- Babyface: sintetizador, programación de batería
- Craig Armstrong: arreglo de cuerdas
- Jessie Leavey: arreglo de cuerdas, dirección de orquesta
- Susie Katiyama: dirección de orquesta
- Alvin Speights: ingeniería, mezcla
- Brad Gilderman: ingeniería
- Darin Prindle: ingeniería
- Mark «Spike» Stent: ingeniería
- Michael Fossenberg: ingeniería
- Marius de Vries: programación
- Jon Gass: mezcla
- Bettina Rheims: fotografía
- Greg Ross: diseño

Créditos adaptados de Tidal, las notas del álbum Bedtime Stories y del sencillo de 12" de «Human Nature».